# Lista de prefeitos de Cuiabá
Esta é uma lista de intendentes, interventores e prefeitos de Cuiabá. De 1909 a 1927, o chefe do poder executivo municipal chamava-se intendente e a prefeitura, intendência. Somente a partir de 1930 é que surgiram as prefeituras como hoje a conhecemos.O cargo foi extinguido em 1927.
O cargo de prefeito foi criado em 11 de abril de 1835, pela assembleia provincial paulista, em reação aos amplos poderes conferidos pelo Código de Processo Criminal de 1832 às câmaras municipais. Seguiram o exemplo paulista seis províncias do nordeste brasileiro (Alagoas, Ceará, Maranhão, Paraíba, Pernambuco e Sergipe).
Sob a vigente ordem constitucional, essa designação é dada ao funcionário público do Poder Executivo municipal, que exerce seu cargo em função de uma legislatura (mandato), sendo para tanto eleito a cada quatro anos, podendo ser reeleito por mais 4 anos (segundo mandato).
Funções
O poder executivo municipal chefia a administração e comanda os serviços públicos, tendo como comandante o prefeito.
A partir da constituição brasileira de 1934, o cargo de prefeito passou a ser o único, em todo o Brasil, ao qual estão atribuídas as funções de chefe do poder executivo do governo local, em simetria aos chefes dos executivos da União e do estado, portanto, em forma monocrática. Este texto quer dizer que deverá haver harmonia e integração de ação entre as esferas envolvidas sem a intervenção de uma na outra, exceto nos casos previstos na Constituição Federal.
Eleições
O prefeito é eleito por sufrágio universal, secreto, direto, em pleito simultâneo em todo o País, realizado a cada quatro anos, no primeiro domingo de outubro.
E trinta dias após tem lugar o segundo turno, se o eleito em primeiro lugar não atingir 50% dos votos válidos mais um voto, no caso de municípios com mais de duzentos mil eleitores.
Conforme a legislação eleitoral atual no Brasil para tornar-se elegível, exige-se uma série de requisitos;
- Possuir nacionalidade brasileira ou portuguesa (neste caso, o cidadão português deve se encontrar amparado pelo Estatuto de Igualdade entre Portugueses e Brasileiros),
- Título de eleitor em dia e estar em gozo pleno do exercício dos direitos políticos,
- Domicilio eleitoral na circunscrição na qual o candidato se apresenta,
- Filiação partidária,
- Ser alfabetizado (tópico invalidado pela atual constituição brasileira de 1988),
- Desincompatibilização de cargo público — Se ocupa um cargo público deve sair seis meses antes das eleições e voltar caso possa só após seis meses ao pleito eleitoral,
- Renúncia de outro mandado até seis meses antes do pleito e não ser parente afim ou consangüíneo, até segundo grau, ou cônjuge de titular de cargo eletivo; pode, entretanto, ser candidato à reeleição (artigo 14 da Constituição),
- Ter idade mínima de 21 anos.

## Prefeitos (1909-1914)
| Nº | Nome                                        | Imagem | Início do mandato      | Fim do mandato         | Observações      |  |
| -- | ------------------------------------------- | ------ | ---------------------- | ---------------------- | ---------------- |  |
| 1  | Amarilio Alves de Almeida                   |        | 13 de maio de 1909     | 4 de abril de 1910     | Prefeito nomeado |  |
| 2  | Tent. Cel. Avelino de Siqueira              |        | 4 de abril de 1910     | 10 de setembro de 1911 | prefeito nomeado |  |
| 3  | Cel. Manoel Escolástico Virgínio de Almeida |        | 10 de setembro de 1911 | 15 de janeiro de 1914  | prefeito nomeado |  |

## Intendentes, interventores e prefeitos (1914-2025)
| Nº                                        | Nome                             | Imagem                      | Partido                                          | Início do mandato       | Fim do mandato                                                 | Observações                                                                                |
| ----------------------------------------- | -------------------------------- | --------------------------- | ------------------------------------------------ | ----------------------- | -------------------------------------------------------------- | ------------------------------------------------------------------------------------------ |
| Primeira República Brasileira (1889-1930) |                                  |                             |                                                  |                         |                                                                |                                                                                            |
| 1                                         | Alexandre Magno Addor            |                             | Partido Republicano Conservador PRC              | 15 de janeiro de 1914   | 12 de janeiro de 1920                                          | Intendente nomeado                                                                         |
| 2                                         | Antônio Manoel Moreira           |                             | Partido Republicano Conservador PRC              | 12 de janeiro de 1920   | 18 de janeiro de 1924                                          | Intendente eleito                                                                          |
| 3                                         | Cel. José Antônio S. Albuquerque |                             | Partido Republicano Conservador PRC              | 18 de janeiro de 1924   | 29 de novembro de 1927                                         | Intendente eleito                                                                          |
| 4                                         | Fenelon Müller                   |                             | Partido Republicano Conservador PRC              | 29 de novembro de 1927  | 31 de janeiro de 1930                                          | Prefeito eleito                                                                            |
| Era Vargas (1930-1945)                    |                                  |                             |                                                  |                         |                                                                |                                                                                            |
| 5                                         | Júlio Müller                     |                             | Partido Republicano Conservador PRC              | 31 de janeiro de 1930   | 1° de fevereiro de 1932                                        | Prefeito eleito                                                                            |
| 6                                         | João Ponce de Arruda             |                             | Partido União Liberal do Mato Grosso UL          | 1° de fevereiro de 1932 | 6 de março de 1934                                             | Vice-prefeito, assumiu como prefeito após a renúncia do titular                            |
| 7                                         | Benjamim Duarte Monteiro         |                             | Partido União Liberal do Mato Grosso UL          | 6 de março de 1934      | 8 de dezembro de 1937                                          | Prefeito eleito                                                                            |
| 8                                         | Dr. Álvaro Pinto de Oliveira     |                             | Partido Liberal Mato-Grossense PL                | 8 de dezembro de 1937   | 1° de janeiro de 1938                                          | Prefeito eleito                                                                            |
| 9                                         | Isaac Povoas                     |                             | Partido Liberal Mato-Grossense PL                | 1° de janeiro de 1938   | 15 de março de 1941                                            | Interventor                                                                                |
| 10                                        | Manoel Miraglia                  |                             | Partido Liberal Mato-Grossense PL                | 15 de março de 1941     | 15 de março de 1946                                            | Interventor                                                                                |
| Segunda República Brasileira (1945-1964)  |                                  |                             |                                                  |                         |                                                                |                                                                                            |
| 11                                        | Aquiles Verlangiere              |                             | Partido Social Democrático PSD                   | 15 de março de 1946     | 16 de outubro de 1947                                          | Prefeito eleito                                                                            |
| 12                                        | Leonel Hugney                    |                             | Partido Social Progressista PSP                  | 16 de outubro de 1947   | 15 de março de 1951                                            | Prefeito eleito em sufrágio universal                                                      |
| 13                                        | Manoel Soares de Campos          |                             | União Democrática Nacional UDN                   | 15 de março de 1951     | 16 de junho de 1951                                            | Interinamente                                                                              |
| 14                                        | Delphino Santana Rocha de Mattos |                             | União Democrática Nacional UDN                   | 16 de junho de 1951     | 1° de janeiro de 1952                                          | Prefeito nomeado interinamente pelo governo central em épocas de convulsão político-social |
| 15                                        | Manoel José de Arruda            |                             | União Democrática Nacional UDN                   | 1° de janeiro de 1952   | 3 de janeiro de 1955                                           | Prefeito nomeado por ato governamental                                                     |
| 16                                        | José Garcia Neto                 |                             | União Democrática Nacional UDN                   | 4 de janeiro de 1955    | 31 de janeiro de 1959                                          |                                                                                            |
| 17                                        | Hélio Palma de Arruda            |                             | União Democrática Nacional UDN                   | 31 de janeiro de 1959   | 15 de março de 1961                                            | Se afastou do cargo para assumir a presidência do Banco da Amazônia                        |
| 18                                        | Aecím Tocantins                  |                             | União Democrática Nacional UDN                   | 15 de março de 1961     | 15 de março de 1962                                            | Vice-prefeito interinamente no cargo                                                       |
| 19                                        | Vicente Emílio Vuolo             |                             | Aliança Renovadora Nacional ARENA                | 15 de março de 1962     | 15 de março de 1966                                            |                                                                                            |
| 20                                        | Frederico Campos                 |                             | Aliança Renovadora Nacional ARENA                | 15 de março de 1966     | 15 de março de 1969                                            | Prefeito nomeado                                                                           |
| 21                                        | Bento Machado Lobo               |                             | Aliança Renovadora Nacional ARENA                | 15 de março de 1969     | 11 de janeiro de 1971                                          | Interinamente                                                                              |
| 22                                        | Benedito Alves Ferraz            |                             | Aliança Renovadora Nacional ARENA                | 11 de janeiro de 1971   | 15 de março de 1971                                            | Prefeito nomeado                                                                           |
| 23                                        | José Vilanova Torres             |                             | Aliança Renovadora Nacional ARENA                | 15 de março de 1971     | 10 de março de 1975                                            |                                                                                            |
| 24                                        | Giungihglio Luiggi Bello         |                             | Aliança Renovadora Nacional ARENA                | 10 de março de 1975     | 15 de março de 1975                                            | Prefeito nomeado                                                                           |
| 25                                        | Manoel Antônio Rodrigues Palma   | Senador Rodrigues Palma.jpg | Aliança Renovadora Nacional ARENA                | 15 de março de 1975     | 15 de março de 1979                                            |                                                                                            |
| 26                                        | Gustavo Arruda                   |                             | Partido Democrático Social PDS                   | 15 de março de 1979     | 15 de março de 1983                                            |                                                                                            |
| 27                                        | Anildo Lima Barros               |                             | Partido Democrático Social PDS                   | 15 de março de 1983     | 22 de julho de 1985                                            | Prefeito nomeado                                                                           |
| 28                                        | Wilson Araújo Coutinho           |                             | Partido Democrático Social PDS                   | 22 de julho de 1985     | 1.º de janeiro de 1986                                         | Prefeito nomeado                                                                           |
| 29                                        | Dante de Oliveira                |                             | Partido do Movimento Democrático Brasileiro PMDB | 1.º de janeiro de 1986  | 28 de maio de 1986                                             | Prefeito eleito em sufrágio universal                                                      |
| 30                                        | Estevão Torquato da Silva        |                             | Partido do Movimento Democrático Brasileiro PMDB | 29 de maio de 1986      | 3 de junho de 1987                                             | Vice-Prefeito eleito                                                                       |
| 31                                        | Dante de Oliveira                |                             | Partido do Movimento Democrático Brasileiro PMDB | 4 de junho de 1987      | 1.º de janeiro de 1989                                         | Prefeito eleito em sufrágio universal                                                      |
| 32                                        | Frederico Campos                 |                             | Partido da Frente Liberal PFL                    | 1.º de janeiro de 1989  | 31 de dezembro de 1992                                         | Prefeito eleito em sufrágio universal                                                      |
| 33                                        | Dante de Oliveira                |                             | Partido Democrático Trabalhista PDT              | 1.º de janeiro de 1993  | 3 de março de 1994                                             | Prefeito eleito em sufrágio universal                                                      |
| 34                                        | José Meirelles                   |                             | Partido da Social Democracia Brasileira PSDB     | 3 de março de 1994      | 1° de janeiro de 1997                                          | Vice-Prefeito eleito assume com a renuncia de Dante de Oliveira                            |
| 35                                        | Roberto França                   |                             | Partido da Social Democracia Brasileira PSDB     | 1.º de janeiro de 1997  | 1° de janeiro de 2001                                          | Prefeito eleito em sufrágio universal                                                      |
| 35                                        | Roberto França                   | 1.º de janeiro de 2001      | Partido da Social Democracia Brasileira PSDB     | 1° de janeiro de 2005   | Prefeito reeleito em sufrágio universal                        |                                                                                            |
| 36                                        | Wilson Santos                    |                             | Partido da Social Democracia Brasileira PSDB     | 1.º de janeiro de 2005  | 1° de janeiro de 2009                                          | Prefeito eleito em sufrágio universal                                                      |
| 36                                        | Wilson Santos                    | 1.º de janeiro de 2009      | Partido da Social Democracia Brasileira PSDB     | 31 de março de 2010     | Prefeito reeleito em sufrágio universal que renuncia o mandato |                                                                                            |
| 37                                        | Chico Galindo                    |                             | Partido Trabalhista Brasileiro PTB               | 31 de março de 2010     | 1° de janeiro de 2013                                          | Vice-prefeito, assumiu como prefeito após a renúncia do titular                            |
| 38                                        | Mauro Mendes                     |                             | Partido Socialista Brasileiro PSB                | 1.º de janeiro de 2013  | 1° de janeiro de 2017                                          | Prefeito eleito em sufrágio universal                                                      |
| 39                                        | Emanuel Pinheiro                 |                             | Movimento Democrático Brasileiro MDB             | 1.º de janeiro de 2017  | 1° de janeiro de 2021                                          | Prefeito eleito em sufrágio universal                                                      |
| 39                                        | Emanuel Pinheiro                 | 1.º de janeiro de 2021      | Movimento Democrático Brasileiro MDB             | 1.º de janeiro de 2025  | Prefeito reeleito em sufrágio universal, afastado pela justiça |                                                                                            |
| 40                                        | Abilio Brunini                   |                             | Partido Liberal PL                               | 1° de janeiro de 2025   | Atual                                                          | Prefeito eleito em sufrágio universal                                                      |